# Črnolica
Črnolica (phát âm [tʃəɾnɔˈliːtsa], tiếng Đức: Tschernolitza) là một khu định cư thuộc đô thị tự trị Šentjur, miền đông Slovenia. Nó nằm trên bờ bên phải của dòng sông Voglajna, về phía đông nam thị trấn của Šentjur. Khu định cư, cũng như toàn bộ đô thị này, được bao gồm trong vùng thống kê Savinja, mà nó nằm trong phân vùng Slovenia của Công quốc lịch sử Styria.